# Tatyana Alexeyevna Afanasyeva
Tatyana Alexeyevna Afanasyeva (Kiev, 19 de novembro de 1876 — Leiden, 14 de abril de 1964) foi uma matemática e física russa-neerlandesa.
Casou com Paul Ehrenfest.

## Obras
- Tatiana e Paul Ehrenfest: Bemerkung zur Theorie der Entropiezunahme in der Statistischen Mechanik von W.Gibbs. Viena, 1906
- Paul e Tatjana Ehrenfest: Begriffliche Grundlagen der statistischen Auffassung in der Mechanik. In: Encyklopädie der mathematischen Wissenschaften, Volume IV, Parte 2, fertiggestellt 1909 bis 1911
- T. Ehrenfest-Afanassjewa, Die Grundlagen der Thermodynamik (Leiden 1956)
- T. Ehrenfest-Afanassjewa, On the Use of the Notion "Probability" in Physics, American Journal of Physics, Vol.  26, 1958, p. 388
- Tatjana Ehrenfest-Afanassjew (1931). Uebungensammlung zu einer geometrischen Propädeuse. Den Haag: Nijhoff. doi:10.1007/978-94-011-9597-3[2]